# Devincenzia
Devincenzia — рід вимерлих нелітаючих птахів родини фороракосових (Phorusrhacidae). Птах існував у міоцені та ранньому пліоцені (21-4 млн років тому) в Південній Америці.

## Скам'янілості
Скам'янілі рештки птаха знайдені в Уругваї та Аргентині.

## Опис
Це був нелітаючий хижий птах заввишки до 2,5 м.